# Cholomyia calceata
Cholomyia calceata är en tvåvingeart som först beskrevs av Wulp 1891.  Cholomyia calceata ingår i släktet Cholomyia och familjen parasitflugor. Inga underarter finns listade i Catalogue of Life.